# Paul Gorries
Paul Gorries (né le 28 février 1981 au Cap) est un athlète sud-africain spécialiste du 200 mètres et du 400 mètres.

## Carrière

### Palmarès
| Date | Compétition                  | Lieu              | Résultat | Épreuve   | Performance   |
| ---- | ---------------------------- | ----------------- | -------- | --------- | ------------- |
| 1998 | Jeux mondiaux de la jeunesse | Moscou            | 1er      | 100 m.    | 10 s 76       |
| 2000 | Championnats du monde junior | Santiago du Chili | 1er      | 200 m     | 20 s 64       |
| 2006 | Jeux du Commonwealth         | Melbourne         | 7e       | 400 m     | 45 s 79       |
| 2006 | Jeux du Commonwealth         | Melbourne         | 2e       | 4 x 400 m | 3 min 01 s 84 |
| 2006 | Championnats d'Afrique       | Bambous           | 2e       | 400 m     | 45 s 56       |
| 2006 | Championnats d'Afrique       | Bambous           | 2e       | 4 x 400 m | 3 min 07 s 65 |
| 2006 | Coupe du monde des nations   | Athènes           | 3e       | 4 x 400 m | 3 min 00 s 88 |

### Records
| Épreuve    | Performance | Lieu                | Date                      |
| ---------- | ----------- | ------------------- | ------------------------- |
| 100 mètres | 10 s 43     | Pietersburg         | 4 avril 2000              |
| 200 mètres | 20 s 59     | Roodepoort Pretoria | 13 mars 2000 24 mars 2000 |
| 400 mètres | 45 s 30     | Roodepoort          | 28 mars 2003              |